# Kobło-Kolonia
Kobło-Kolonia – kolonia w Polsce położona w województwie lubelskim, w powiecie hrubieszowskim, w gminie Horodło.

## Demografia
W latach 1975–1998 miejscowość administracyjnie należała do województwa zamojskiego. 
Kolonia stanowi sołectwo gminy Horodło. W 2006 r. kolonię zamieszkiwało 135 osób. Według Narodowego Spisu Powszechnego (III 2011 r.) liczyła 127 mieszkańców i była trzynastą co do wielkości miejscowością gminy Horodło.